# Plectrocarpa
Plectrocarpa Gill.  es un género de plantas de flores perteneciente a la familia Zygophyllaceae, el cual comprende dos especies.

## Taxonomía
El género fue descrito por Gillies ex Hook. & Arn. y publicado en Botanical Miscellany 3: 166. 1833. La especie tipo es: Plectrocarpa tetracantha 

## Especies aceptadas
A continuación se brinda un listado de las especies del género Plectrocarpa aceptadas hasta mayo de 2015, ordenadas alfabéticamente. Para cada una se indica el nombre binomial seguido del autor, abreviado según las convenciones y usos.	
- Plectrocarpa rougesii Descole, O'Donell & Lourteig
- Plectrocarpa tetracantha